# Парадокс Фільштейна — Горіока
Парадо́кс Фільште́йна — Горіо́ка (англ. Feldstein-Horioka puzzle) — у економіці — особливість розвитку глобального ринку, яка полягає в тому, що безперешкодне функціонування міжнародного ринку капіталів дозволяє внутрішній нормі інвестицій значно відхилятися від норми заощаджень.
Американські дослідники М. Фільштейн і Ч. Харіока виявили високу кореляцію між внутрішніми заощадженнями і внутрішніми інвестиціями, що спростовує твердження про фінансову інтеграцію ринків. Іншими словами, вони дійшли висновку, що ринки прагнуть не до експорту надмірного капіталу, а до споживання надлишку заощаджень на внутрішньому ринку.